# Васильев, Вадим Викторович (бизнесмен)
Вадим Викторович Васильев (род. 23 сентября 1965 года, Москва) — потомственный российский дипломат, спортивный деятель, бизнесмен. Бывший вице-президент футбольного клуба «Монако».

## Биография
Детство провёл в Париже, вместе с отцом, который работал в торговом представительстве СССР во Франции. Впоследствии, вслед за отцом, переехал в Лондон.
В 1982 году поступил в МГИМО, который окончил в 1987 году. На факультете «Международные экономические отношения» по специальности экономика изучал исландский, английский, французский, немецкий языки.

#### Семья
Женат, супруга Ольга. Есть дети от предыдущих браков — сын и дочь.

#### Работа и бизнес

##### Госслужба
В начале своей карьеры, с 1987 по 1990 год, работал в дипломатической миссии СССР в Исландии.

##### Бизнес
Начиная с 1991 года Васильев работал в ряде частных компаний:
- 1991—1992 — «Агрохимэкспорт»[3]
- 1993—1997 — Директор московского представительства, вице-президент по странам СНГ Transammonia AG (США)[4]
- 1997—1999 — вице-президент «Федкоминвест»[3].
- 1999—2002 — президент, директор по экспорту внешнеторгового дома АО «Уралкалий»[3][5].
- 2002—2003 — управляющий директор ООО «Трансгарант»[3].
- c 2004 самостоятельно занимался ресторанным бизнесом[4], открыв рестораны «Хиллс», «Рублев», «Бульон-Крутон»,"Гамбас" и «Мангал»[3].

#### Футбольная деятельность
В 2013 году Вадим Васильев оставляет российский бизнес и переходит на работу спортивным директором в ФК «Монако».
В августе 2013 году его назначают вице-президентом и генеральным директором. В это время клуб вышел из второй французской лиги в первую и в том же сезоне занял второе место во французской первой лиге. В следующем сезоне (2014/15) клуб вышел в 1/4 финала Лиги чемпионов.
После назначения спортивным директором основной целью Васильева было обеспечить клубу возвращение в Лигу 1, из которой «Монако» выбыл в 2011 году. В сезоне 2012/13, во время руководства Вадима Васильева, эта задача была достигнута..
За период работы спортивным директором Васильев успел организовать приобретение ряда футболистов в летнее трансфертное окно 2013 года. Среди привлечённых Васильевым игроков можно назвать Эрика Абидаля, Жереми Тулалана, Рикарду Карвалью , Николя Изима-Мирена, Гарсия Радамель Фалькао, Жоау Моутинью и Хамеса Родригеса.
8 сентября 2013 года — вице-президент.
Одним из не связанных с соревнованиями вызовом к клубу были претензии к ФК «Монако» Футбольной ассоциации французского футбола, вызванные иной системой налогообложения в княжестве. В связи с этим ассоциация требовала переноса штаб квартиры клуба на территорию Франции и полного принятия клубом правил французского налогового законодательства. Вадим Васильев публично отстаивал позицию клуба по этому вопросу.
По результатам действий руководства клуба, и, в частности, самого Васильева, ФК «Монако» удалось добиться, чтобы штаб-квартира клуба осталась на территории княжества.
Другим вызовом, который встал перед клубом в конце сезона 2013/14, стали новые правила финансового фейр-плей, принятые УЕФА. Стремительный старт клуба в Лиге 1 был невозможен без привлечения новых игроков, что существенно увеличило расходы клуба, в то время как правила финансового фейр-плея требовали от клубов сбалансированности бюджетов. За несоблюдение этих правил на клубы налагались штрафные санкции.
Управленческой командой клуба и Вадимом Васильевым были предприняты попытки сбалансировать бюджет клуба за счет рекламных доходов, которые частично увенчались успехом. В частности, в мае 2014 года было заключено соглашение о сотрудничестве с компанией Nike, рассчитанное до 2019 года].
В 2015 году ФК «Монако» установил мировой рекорд на трансферном рынке. Команда продала игроков на сумму больше 200 млн евро. За такие достижения на трансферном рынке при сохранении высоких спортивных достижений Васильев дважды был награждён престижной премией Globe Soccer Awards.
В сезоне 2016/2017 ФК «Монако» стал чемпионом Франции, выдав очень интересный сезон. Особо впечатляет, что «Монако» обошел ПСЖ, который располагает практически безграничными финансовыми ресурсами. Хороший результат был не только в национальном чемпионате Франции, но и в Лиге чемпионов, где «Монако» дошел до полуфинала.
14 февраля 2019 года Васильев был освобождён от должностей вице-президента и генерального директора клуба.